# Now Here’s Johnny Cash
Now Here’s Johnny Cash – dziesiąty album muzyka country Johnny’ego Casha. Pierwszy raz został wydany 21 października 1961 przez wytwórnię Sun Records, następnie 29 lipca 2003 przez Varèse Sarabande z pięcioma dodatkowymi piosenkami.

## Lista utworów
| 1.  | "Sugartime" (Odis Echols, Charlie Phillips)                           | 1:48  |
|     |                                                                       |       |
| 2.  | "Down the Street to 301" (Jack Clement)                               | 2:06  |
|     |                                                                       |       |
| 3.  | "Life Goes On" (Cash, Clement)                                        | 2:02  |
|     |                                                                       |       |
| 4.  | "Port of Lonely Hearts" (Cash)                                        | 2:36  |
|     |                                                                       |       |
| 5.  | "Cry Cry Cry" (Cash)                                                  | 2:29  |
|     |                                                                       |       |
| 6.  | "My Treasure" (Cash)                                                  | 1:16  |
|     |                                                                       |       |
| 7.  | "Oh, Lonesome Me" (Don Gibson)                                        | 2:30  |
|     |                                                                       |       |
| 8.  | "Home of the Blues" (Cash, Glen Douglas, Vic McAlpin)                 | 2:43  |
|     |                                                                       |       |
| 9.  | "So Doggone Lonesome" (Cash)                                          | 2:37  |
|     |                                                                       |       |
| 10. | "You're the Nearest Thing to Heaven" (Jim Atkins, Cash, Hoyt Johnson) | 2:40  |
|     |                                                                       |       |
| 11. | "The Story of a Broken Heart" (Phillips)                              | 2:11  |
|     |                                                                       |       |
| 12. | "Hey Porter" (Cash)                                                   | 2:15  |
|     |                                                                       |       |
|     |                                                                       | 27:13 |
|     |                                                                       |       |

### Bonusowe piosenki
| 1. | "I Couldn’t Keep from Crying" (Marty Robbins) | 2:03  |
|    |                                               |       |
| 2. | "Sugartime" (Echols, Phillips)                | 1:47  |
|    |                                               |       |
| 3. | "My Treasure" (Cash)                          | 2:19  |
|    |                                               |       |
| 4. | "Oh, Lonesome Me" (Gibson)                    | 2:31  |
|    |                                               |       |
| 5. | "Home of the Blues" (Cash, Douglas, McAlpin)  | 2:46  |
|    |                                               |       |
|    |                                               | 11:26 |
|    |                                               |       |

## Twórcy
- Johnny Cash – główny wykonawca
- Al Casey – gitara

Dodatkowi twórcy
- Sam Phillips – producent
- Jack Clement – producent
- Cary E. Mansfield - producent drugiego wydania
- Bill Dahl - zapis nutowy, producent drugiego wydania
- Bill Pitzonka - kierownictwo artystyczne, projekt
- Dan Hersch

## Notowania na listach muzycznych
Single – Billboard (Ameryka Północna)
| Rok  | Singel                   | Kategoria      | Pozycja |
| ---- | ------------------------ | -------------- | ------- |
| 1960 | "Down the Street to 301" | Single pop     | 85      |
| 1960 | "Oh Lonesome Me"         | Single country | 13      |
| 1960 | "Oh Lonesome Me"         | Single pop     | 93      |